# Myhaliwka
Myhaliwka (ukr. Мигалівка) – przystanek kolejowy w miejscowości Niżyn, w rejonie niżyńskim, w obwodzie czernihowskim, na Ukrainie. Położony jest na linii Czernihów – Niżyn.